# Geografia del Mali

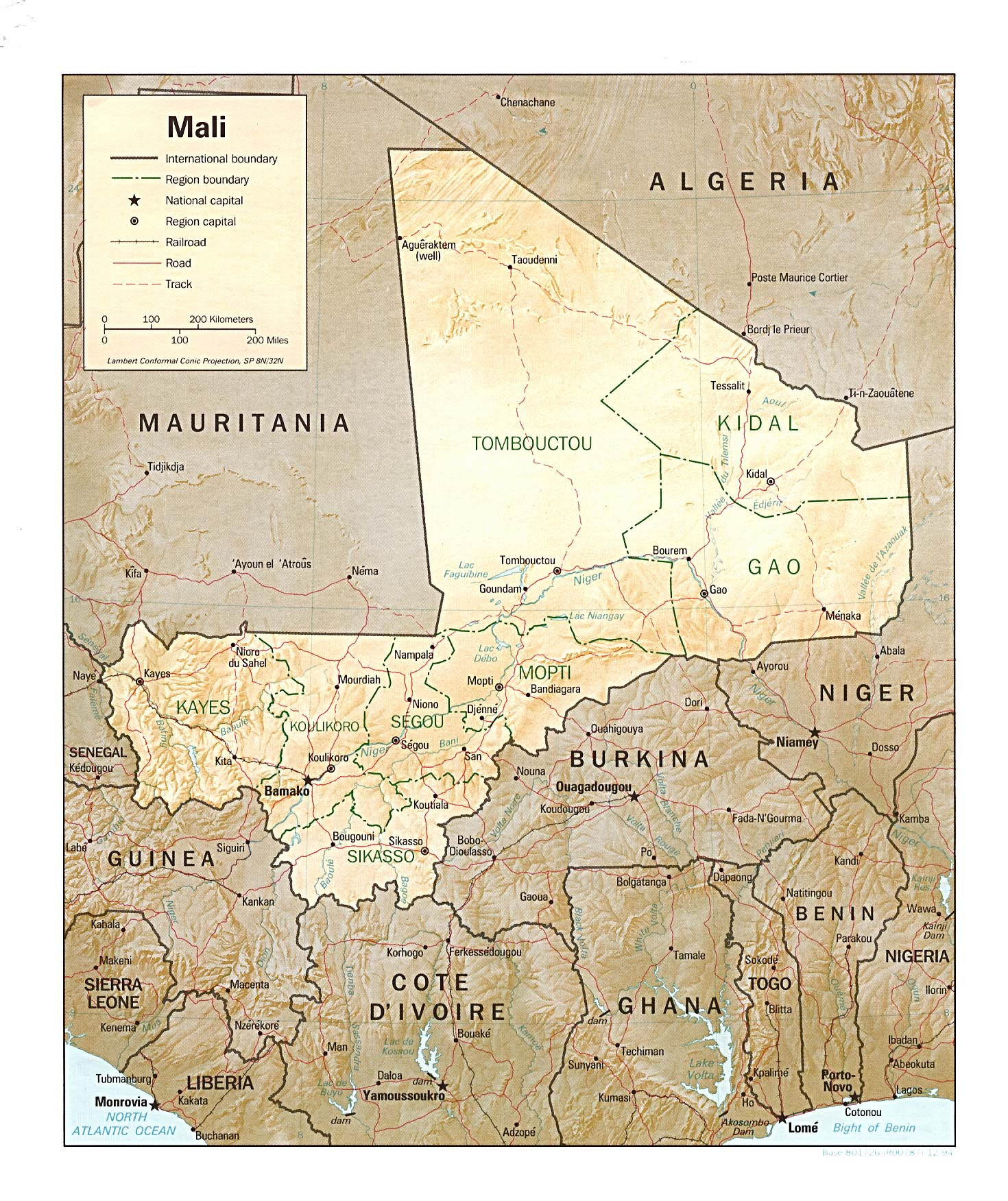
Mappa del Mali

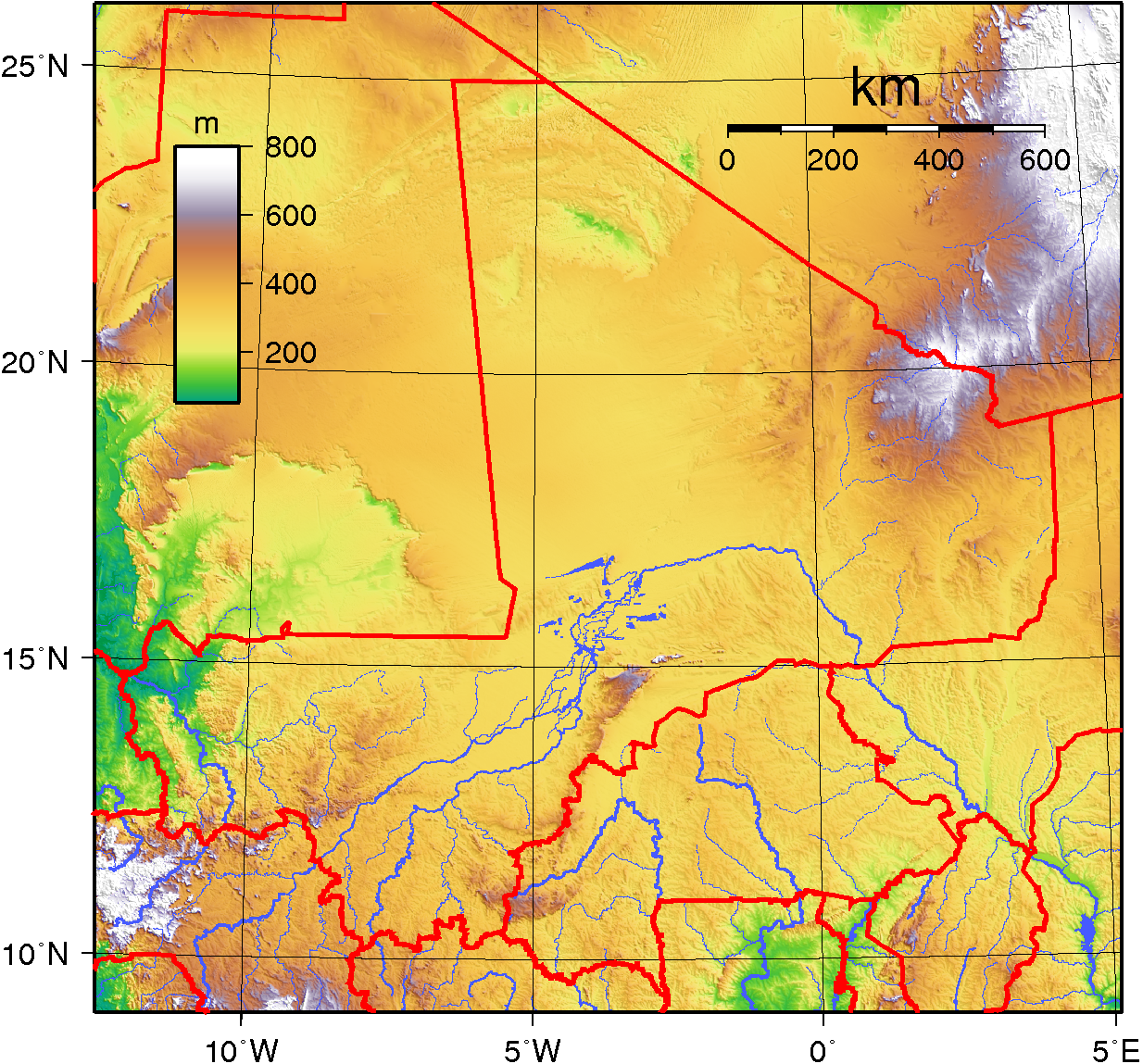
Topografia del Mali

Il Mali è una nazione dell'Africa occidentale priva di sbocchi sul mare.
Si estende per 1.241.238 km², ed è paragonabile per dimensioni al Sudafrica, più di quattro volte l'Italia. Le frontiere del Mali si estendono per un totale di 7.243 km di confini terrestri lambendo sette stati: l'Algeria per 1.376 km a nord e nord-est, il Niger (821 km) ad est, il Burkina Faso (1000 km) a sud-est, la Costa d'Avorio (532 km) a sud, la Guinea (858 km) a sud-ovest, il Senegal (419 km) e la Mauritania (2237 chilometri) a ovest.

## Topografia
Il territorio del Mali comprende tre zone naturali: la regione sudanese del sud coltivate, il Sahel nella zona centrale semiarida, e il nord arido in pieno Sahara. Le regioni meridionali sono prevalentemente coperte da savane e il terreno è pianeggiante. Nel nord diviene leggermente ondulato, e l'altipiano si snoda tra i 200 e i 500 metri di altezza sul livello del mare. Ci sono colline aspre nel nord-est con altezze fino ai 1000 metri. Il deserto e le regioni semi-aride coprono circa il 65 per cento della superficie del paese.
Da un punto di vista altimetrico il punto più basso è lungo il fiume Senegal (23 m) e il suo punto più alto è Hombori Tondo (1155 m).

## Idrografia
Il fiume Niger crea un grande e fertile delta interno navigabile nel Mali centro meridionale. Il fiume Niger (con i 1.693 km percorsi nel Mali) e il fiume Senegal sono i due più grandi fiumi del paese. Il Niger è generalmente descritto come la linfa vitale del Mali, una fonte di cibo, acqua potabile, irrigazione, e mezzo di trasporto.

## Clima
Il clima del Mali varia da subtropicale a sud, ad arido del nord. Il clima è prevalentemente arido, con 4-5 mesi di stagione piovosa. A Bamako, la capitale posta ad un'altitudine di 340 metri sopra il livello del mare, generalmente le temperature variano dai 16 °C ai 39 °C.
Gennaio è il mese relativamente più freddo, con temperature che vanno dai 16 °C ai 33 °C; aprile è il più caldo, con temperature media comprese tra i 34 °C ai 39 °C.
Le precipitazioni medie annue a Bamako sono di 1.120 millimetri. I mesi più secchi sono dicembre e gennaio, solitamente privi di precipitazioni. Il più piovoso è agosto, con medie di 220 millimetri di pioggia. La maggior parte del paese riceve scarse precipitazioni, e la siccità è un problema ricorrente. Inondazioni del fiume Niger si verificano regolarmente durante la stagione delle piogge (generalmente tra giugno/luglio a novembre/dicembre).

## Le risorse naturali
Risorse naturali sono bauxite, rame, diamanti, oro, gesso, ferro, caolino, calcare, litio, manganese, fosfati, sale, argento, uranio e zinco, ma non tutti i depositi sono sfruttati economicamente, e alcuni di essi non sono commercialmente redditizi.

## Uso del suolo
Il sessantacinque percento del Mali è desertico o semi desertico. Secondo le stime, nel 1998, solo il 3,8 percento può essere classificato come seminativo, e meno dello 0,1 percento presenta coltivazioni permanenti. Il Mali possiede 1.380 chilometri quadrati di terre irrigue.

## Problematiche ambientali
Mali deve affrontare numerose sfide ambientali, tra cui la desertificazione, la deforestazione, l'erosione del suolo, la siccità, e l'insufficiente approvvigionamento di acqua potabile. Quello della deforestazione è individuabile come uno dei problemi più gravi. Secondo il Ministero dell'ambiente e dei trasporti, la popolazione del Mali consuma 6 milioni di tonnellate di legno l'anno per usi diversi. Per far fronte a questa richiesta, 400.000 ettari di copertura vegetale vengono persi ogni anno, praticamente una regione vasta come il Molise, che aggrava la sostenibilità ambientale delle aree semidesertiche e di savana che vedono l'avanzata del Sahara.